# Еласмозаври
Еласмозаврите (Elasmosaurus) са род плезиозавъри с много дълги шии.

## Физически характеристики
Еласмозавърът е бил с дължина около 14 m, което го прави най-дългият плезиозавър. Теглото му е достигало до над 2000 kg. Еласмозавърът е имал едро тяло и четири плавника. Шията му е съставлявала повече от половината от дължината на животното и е със 72 прешлена – повече от всеки друг плезиозавър. Еласмозавърът е имал малка глава и остри зъби.

## Начин на живот
Вероятно еласмозаврите са се хранели с дребни риби, главоноги (подобни на калмари) и амонити (мекотели). Поглъщали са малки камъни, които са подпомагали храносмилането им.
Счита се, че еласмозаврите са живели предимно в открития океан. Начинът им на живот е слабо познат.
Еласмозавъра е вид плезиозавър, кокто е бил най-дългото морско влечуго. Те са добри ловци.

## Видове
- E. ischiadicus
- E. kurskensis
- E. marshii
- E. nobilis
- E. orskensis
- E. platyurus
- E. serdobensis
- E. serpentinus